# Cam Rock
Der Cam Rock (englisch für Nockenfelsen) ist ein Rifffelsen unweit der Insel Signy Island im Archipel der Südlichen Orkneyinseln. Er liegt östlich des Waterpipe Beach und nordnordwestlich der Billie Rocks in der Borge Bay.
Wissenschaftler der britischen Discovery Investigations kartierten ihn im Jahr 1927 und gaben ihm seinen deskriptiven Namen.